# Ваня Дркушич
Ваня Дркушич (словен. Vanja Drkušić; нар. 30 жовтня 1999, Ново Место, Словенія) — словенський футболіст, центральний захисник російського клубу «Сочі» та національної збірної Словенії.

## Ігрова кар'єра

### Клубна
Ваня Дркушич є вихованцем клубу «Кршко». На одному з турнірів у місті Загреб на словенського захисника звернули увагу скаути нідерландського клубу «Геренвен». З 2016 по 2019 роки Дркушич виступав за молодіжний склад «Геренвена». Але в основі клубу захисник не зіграв жодного матчу.
2019 рік він провів у клубі італійського аматорського дивізіону «Ренде». Але в основі також не грав. Після цього Дркушич повернувся д Словенії, де взимку 2020 року підписав контракт з клубом «Браво».
У січні 2022 року Дркушич перейшов у російський клуб «Сочі». 7 березня він зіграв першу гру у РПЛ.

### Збірна
З 2015 року Ваня Дркушич регулярно викликався на матчі юнацьких збірних Словенії. У 2019 році у товариському матчі проти команди Грузії Дркушич дебютував у молодіжній збірній Словенії.
26 березня 2023 року у матчі кваліфікації до Євро - 2024 проти Сан-Марино Дркушич дебютував у національній збірній Словенії.
Влітку 2024 року футболіст потрапив до заявку національної збірної на участь у Євро - 2024.